# 维奈·库马尔 (外交官)
维奈·库马尔（1969年8月23日—），印度外交官，現任印度駐俄羅斯大使，曾任印度駐緬甸大使、印度駐阿富汗大使等職務。

## 經歷
维奈·库马尔生於1969年8月23日。
1991年畢業於印度理工學院卡拉格普爾分校，獲得工學士榮譽學位，並於1992年加入印度外事服務部。他曾在印度駐塔什干（1994年至1995年）、比什凱克（1995年至1998年）、渥太華（1998年至2001年）、華沙（2003年至2006年）、德黑蘭（2006至2009年）、印度常駐聯合國紐約代表團（2010年至2013年）及加德滿都（2015年至2017）的使團中任職。2011至2012年期間，他擔任印度駐聯合國安全理事會的政治協調員，並於2013年成為聯合國大會行政和預算問題諮詢委員會成員。他還曾擔任印度駐加德滿都大使館副館長。
在印度外交部總部，他曾擔任東歐與俄羅斯事務司副處長（2001年至2003年）、行政事務副司長（2009年至2010年）、東非與南非司聯秘（2013年至2015年）、南方司聯秘（2017年至2018年）以及國際組織與峰會輔秘（2020年至2022年）。
2018年3月1日，被任命爲下一任印度駐阿富汗大使。2018年4月19日至2020年任印度駐阿富汗大使。2018年4月23日，向阿富汗總統阿什拉夫·加尼遞交國書。2021年11月15日，被任命爲下一任印度駐緬甸大使。2022年2月24日至2024年4月12日任印度駐緬甸大使。2022年4月6日向緬甸國家元首敏昂來遞交國書。
2024年3月19日，被任命爲下一任印度駐俄羅斯大使。2024年4月出任印度駐俄羅斯大使。11月5日，递交国书。

## 個人生活
维奈·库马尔已婚，与妻子伊奥娜·辛哈（Iona Sinha）育有兩個女兒。